# 黒ギャルになったから親友とヤってみた。
『黒ギャルになったから親友とヤってみた。』（くろギャルになったからしんゆうとヤってみた）は、織島ユポポによる漫画作品。2019年10月4日から2024年8月2日まで全24話『絶対領域R!』（スクリーモ）にて連載された。

## 概要
ボーイズラブとTSFものを兼ね備えた内容の作品で、異性の性行為と男性同士の性行為両方ともの描写がある。

## あらすじ
大学生の千早瑠依と千原獅音は長年の親友同士で、ナンパに勤しむ毎日を送っていた。
ある夏の日、ビーチで2人がナンパをしている最中に獅音は謎の女性に強引に薬を飲まされて黒ギャル姿の女性になってしまう。
彼が女体化したことに気づいた瑠依は獅音に迫り、性行為を行う関係になり更に、男に戻った後も性行為に及ぶ。

## 登場人物
千早 瑠依（ちはや るい）
声 - 古川慎
大学2年生,182cm。イケメンでモテる性格で女の子達には優しいものの、獅音に対してはめだって甘い態度を見せている。
女性の体になった獅音に興奮し、性交に及ぶことになる。獅音が男性の体に戻った際も意に介さず彼と性行為を行う。
千原 獅音（ちはら しおん）
声 - 山本和臣
大学2年生、男性時177cm、女性時162cm。愛嬌一杯で元気な人気者で、少女を好きすぎていることから薬を盛られてしまう。
女体化した姿はショートカットの巨乳黒ギャルとなる。一定時間が経過すると元の男性体に戻るが、恋愛感情を抱くとまた女性化する。そのため、女の子のことを考えないようにしているが、瑠依のことを考えても女性化するようになってしまう。
綴喜 創（つづき はじめ）
声 - 下妻由幸
29歳、185cm。ルイの知り合いの男性であり、人体に詳しく"先生"と呼ばれている。
宇栄原 真由（うえはら まゆ）
声 - 水谷麻鈴
大学2年生、171cm。ミスコン1位であり、瑠依のことが好き。
謎の女
声 - 有賀友利恵
獅音に女性化の薬を嗅がせる。テレビアニメ版では正体が明かされない。

## 書誌情報
- 織島ユポポ『黒ギャルになったから親友とヤってみた。』彗星社〈Glanz BL comics〉、全4巻
  1. 2020年7月18日発売[8]、ISBN 978-4-434-27432-9
  2. 2021年4月18日発売[9]、ISBN 978-4-434-28452-6
  3. 2023年7月18日発売[10]、ISBN 978-4-434-31957-0
  4. 2024年10月18日発売[11]、ISBN 978-4-434-34261-5

## テレビアニメ
2021年4月から5月まで『黒ギャルになったから親友としてみた。』（くろギャルになったからしんゆうとしてみた）のタイトルで、TOKYO MX・BS11にて放送された。放送に先駆け、YouTubeおよびComicFestaアニメ（現・AnimeFestaオリジナル）にて第1話が2月11日に先行配信された。また、ComicFestaアニメにて年齢制限のあるプレミアム版が配信された。

### スタッフ
- 原作 - 織島ユポポ[5]
- 企画・プロデュース - 瀬川章子
- 監督 - ちょっこう[5]
- 構成・シナリオ - 黒崎エーヨ[5]
- キャラクターデザイン・総作画監督 - McQ1[5]
- 作画監督 - Kim Jeong Lim
- 美術監督 - 花屋敷波子、野山珠子
- 色彩設計 - 綾小路麗華
- 編集 - 新海コウキ
- 音響監督 - みさわあやこ[5]
- 音響制作 - ブラックフラッグ[5]
- 音楽 - 河村利典
- プロデューサー - 相馬あかり
- アニメーションプロデューサー - キリノジン
- アニメーション制作 - いらゐあす[5]
- 製作 - 彗星社[5]

### 主題歌
「HOT♡SUMMER」
千原獅音（山本和臣）による主題歌。作詞はPA-NON、作曲・編曲はだいふく。

### 各話リスト
| 話数 | サブタイトル                       | 絵コンテ       | 演出           | 初放送日      |
| ---- | ---------------------------------- | -------------- | -------------- | ------------- |
| #1   | 今日からお前、俺の女になれよ       | ちょっこう     | 本山竜         | 2021年 4月5日 |
| #2   | 俺ら、もう一線超えちまってんだよ   | ちょっこう     | 本山竜         | 4月12日       |
| #3   | 何隠してんだよ。男同士、だろ？     | わたせとしひろ | わたせとしひろ | 4月19日       |
| #4   | 昔から好きだわ、お前のそーいうトコ | わたせとしひろ | わたせとしひろ | 4月26日       |
| #5   | 男同士ならノーカンってことだろ？   | わたせとしひろ | わたせとしひろ | 5月3日        |
| #6   | 嘘でもそんなこと言うんじゃねぇ     | わたせとしひろ | わたせとしひろ | 5月10日       |
| #7   | お前の気持ち、証明してやる         | ちょっこう     | 本山竜         | 5月17日       |
| #8   | 最後までするぞ                     | ちょっこう     | 本山竜         | 5月24日       |

### 放送局
| 放送期間               | 放送時間                     | 放送局   | 対象地域 | 備考                  |
| ---------------------- | ---------------------------- | -------- | -------- | --------------------- |
| 2021年4月5日 - 5月24日 | 月曜 1:00 - 1:05（日曜深夜） | TOKYO MX | 東京都   |                       |
|                        |                              | BS11     | 日本全域 | BS放送 / 『ANIME+』枠 |

| 配信開始日   | 配信時間                   | 配信サイト                                                            |
| ------------ | -------------------------- | --------------------------------------------------------------------- |
| 2021年4月5日 | 月曜 0:00（日曜深夜） 更新 | ComicFestaアニメ                                                      |
|              | 月曜 1:00（日曜深夜） 更新 | YouTube ニコニコ動画 dアニメストア U-NEXT アニメ放題 ビデオマーケット |

| TOKYO MX/BS11 月曜 1:00 - 1:05（日曜深夜）    | TOKYO MX/BS11 月曜 1:00 - 1:05（日曜深夜） | TOKYO MX/BS11 月曜 1:00 - 1:05（日曜深夜） |
| 前番組                                        | 番組名                                     | 次番組                                     |
| --------------------------------------------- | ------------------------------------------ | ------------------------------------------ |
| じみへんっ!! 〜地味子を変えちゃう純異性交遊〜 | 黒ギャルになったから親友としてみた。       | 指先から本気の熱情2-恋人は消防士-          |